# Dalteparina
La dalteparina, utilizzata come sale sodico, è un'eparina a basso peso molecolare costituita da una miscela di polisaccaridi (frammenti di eparina) ottenuti per frammentazione con acido nitroso dell'eparina ricavata dalla mucosa intestinale del maiale. Gran parte di questi frammenti molecolari presentano un gruppo 6-O-sulfo-2,5-anidro-D-mannitolo a livello dell'unità terminale riducente della catena. Il 90% di questi frammenti molecolari presenta un peso molecolare compreso tra 2000 e 9000. Il contenuto di zolfo è dell'11% circa.
Le varie eparine a basso peso molecolare differiscono fra loro per la modalità di produzione, il peso molecolare, il grado di solfatazione, l'inibizione relativa del fattore Xa, l'inibizione della trombina, le dosi terapeutiche.

Conseguentemente l'intercambiabilità fra le diverse molecole deve essere evitata.
La dalteparina sembra inibire selettivamente i fattori della coagulazione attivati (Xa, XIIa, callicreina) con un effetto modesto sul tempo di protrombina.
Tutte le eparine a basso peso molecolare sono caratterizzate da un rapporto più alto tra attività anti-fattore Xa e attività anti-trombina (4:1) e da un minore effetto sull'aggregazione piastrinica rispetto all'eparina non frammentata. La modesta attività anticoagulante, che comporta un minore rischio di emorragie, deve, tuttavia, essere ancora confermata dalla sperimentazione clinica nell'uomo.

## Farmacocinetica
L'effetto antitrombotico inizia a distanza di circa 3-4 ore dopo la somministrazione per via sottocutanea.

La biodisponibilità della dalteparina sodica somministrata per via sottocutanea è del 90%.

L'emivita della molecola è di circa 4 ore e si osserva ancora attività anti-fattore Xa fino a 24 ore dopo la somministrazione.

La dalteparina viene eliminata per via renale. Tuttavia studi clinici hanno dimostrato che non vi è una tendenza all'accumulo nell'organismo anche in presenza di insufficienza renale.

## Usi clinici
La dalteparina è impiegata nel trattamento profilattico della trombosi venosa profonda in occasione di interventi in chirurgia generale e in chirurgia ortopedica. La dalteparina è indicata, inoltre, per prevenire la formazione di trombi durante la circolazione extracorporea in corso di emodialisi o emofiltrazione.
In caso di insorgenza di trombocitopenia in seguito a terapia è possibile la sua sostituzione con altra eparina a basso peso molecolare.

## Dosi terapeutiche
La dalteparina sodica va somministrata per via sottocutanea. Le dosi si esprimono in termini di unità di attività anti-fattore Xa. Si iniettano 2500 U.I. 1-2 ore prima dell'intervento chirurgico e poi 2500 U.I. al mattino per cinque giorni consecutivi dopo l'intervento.
 
Nel caso specifico della chirurgia dell'anca, si somministrano 2500 U.I. 1-2 ore prima e 12 ore dopo l'intervento e, successivamente, 5000 U.I. al mattino fino a quando il paziente non torna a mobilizzarsi.
Allo scopo di prevenire la formazione di trombi, durante la circolazione extracorporea in corso di emodialisi o emofiltrazione, si iniettano endovena 35 U.I./kg seguiti da una perfusione con 13 U.I./kg all'ora. Qualora il processo di emodialisi o di emofiltrazione duri meno di quattro ore si può somministrare un'unica dose di 5000 U.I. In caso di insufficienza renale acuta o di elevato rischio emorragico, il dosaggio andrebbe ridotto (8 U.I./kg/ora seguiti da 5 U.I./kg/ora per e.v.).
L'iniezione deve essere effettuata, con il paziente in decubito, a livello della fascia addominale antero e postero-laterale. L'ago va introdotto nella plica cutanea perpendicolarmente e non tangenzialmente alla plica.

## Effetti collaterali
Si possono osservare stati emorragici, trombocitopenia, necrosi cutanea nel sito di iniezione, lievi ematomi sempre nel sito di iniezione, aumento delle transaminasi, alopecia e manifestazioni allergiche cutanee o generali.

## Controindicazioni
La dalteparina non deve essere somministrata per via intramuscolare.
Il farmaco è controindicato in caso di comparsa di trombocitopenia durante un precedente trattamento con dalteparina.

È inoltre da non somministrare in caso di presenza di disturbi dell'emostasi, emorragie cerebrovascolari, lesioni organiche a rischio di emorragia, allergia accertata alla dalteparina.
La dalteparina deve essere usata con cautela in soggetti affetti da insufficienza epatica e/o renale, anamnesi positiva per ulcera peptica od altre lesioni organiche che possono dare emorragia, ipertensione arteriosa, malattie vascolari della corioretina.
Dal momento che la molecola non modifica i parametri della coagulazione del sangue non si rende necessario un monitoraggio di tali parametri.
È invece doveroso effettuare la conta piastrinica sia prima dell'inizio del trattamento che durante lo stesso, ad intervalli regolari (in genere due volte alla settimana).
In caso di sovradosaggio da dalteparina si possono osservare complicazioni emorragiche che possono essere in gran parte risolte con la somministrazione endovenosa lenta di protamina solfato o protamina cloridrato. Per ogni 100 U.I. di dalteparina sodica si somministra 1 mg (o 100 U.I.) di protamina.
La dalteparina non dovrebbe essere somministrata in associazione all'acido acetilsalicilico ed altri salicilati, né con altri farmaci antinfiammatori non steroidei. Va inoltre evitata l'associazione con ticlopidina od antiaggreganti piastrinici quali il dipiridamolo e il sulfinpirazone: questa associazione espone infatti il paziente ad un aumento rischio di emorragie.
Si deve associare con cautela agli anticolagulanti orali, per l'inevitabile potenziamento dell'azione anticoagulante. L'associazione con i glicocorticoidi per via sistemica aumenta il rischio di emorragie, così come l'associazione con destrano, che può inibire la funzione piastrinica con conseguente rischio emorragico.